# Koalice modrého psa

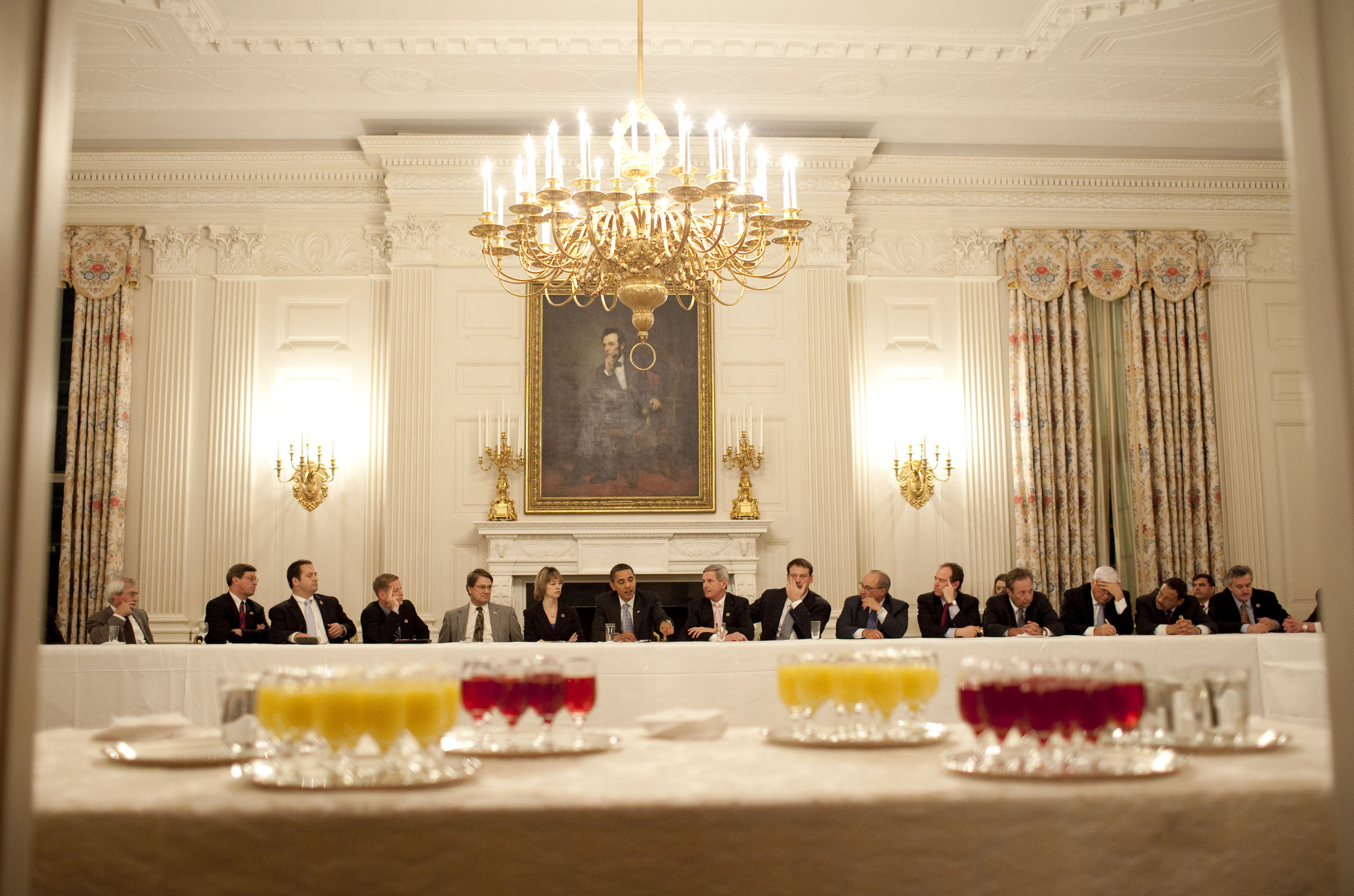
Prezident Barack Obama na schůzce s členy Koalice modrého psa, únor 2010.

Koalice modrého psa (angl. Blue Dog Coalition) je uskupení kongresmanů náležících ke středovému umírněnému křídlu Demokratické strany, poprvé zformované v roce 1995. Jejím účelem mělo být sdružovat konzervativněji orientované členy Demokratické strany ve Sněmovně reprezentantů. Její založení kongresmanem Petem Greenem mělo být reakcí na údajné přílišné vychýlení strany doleva, které mělo přinést demokratům porážku ve volbách do Kongresu v roce 1994, kdy poprvé od roku 1952 ztratili většinu v dolní komoře. Zajímavostí je, že nováčci v této skupině bývají nazýváni "blue pups" (modrá štěnata).
Název této skupiny vznikl jako narážka na tzv. Yellow Dog Democrats, což bylo pro označení pro jižanské demokraty z doby po skončení občanské války, o jejichž voličích se tvrdilo, že by raději hlasovali pro žlutého psa, než aby odevzdali svůj hlas republikánskému kandidátu. Jih byl v tehdejší době baštou demokratů. Vymyšlení názvu se přijládá zakladateli frakce Petu Greenovi, který měl prohlásit, že jeho podobně smýšlející kolegové z Demokratické strany se dusili modrou od demokratů, kteří byli extrémně nalevo.
Frakce je složená především ze zástupců konzervativnějších států, náležejících většinou k baštám republikánů. Na začátku se připojilo 23 reprezentantů pocházejících zejména z jižanských států. Na počátku podpořili např. republikány navržený Contract with America.
Za svoje hlavní priority považuje finanční stabilitu a národní bezpečnost. Její zástupci jsou fiskálně konzervativnější, než je zbytek strany a mohou zastávat názory více napravo od většiny dalších demokratů i v jiných otázkách, nicméně jejich jediným oficiálně deklarovaným postojem, které je možné považovat za konzervativní, je právě zmíněná rozpočtová odpovědnost. Celkově tedy stojí více nalevo, než republikáni.
Tzv. mid-term elections v roce 2010, které znamenal pro Demokratickou stranu jako celek drtivou porážku a přišli tak o svoji většinu v dolní sněmovně amerického Kongresu, těžce postihl právě umírněné demokraty v "soutěživých obvodech." Zatímco během 111. zasedání komory v letech 2009–2011 skupina čítala 54 členů, od roku 2011 byla v rámci 112. zasedání Sněmovny reprezentantů zastoupeno 26 kongresmany a jejich počet tak poklesl o polovinu.
Následující volby v roce 2012 znamenaly pro Koalici modrého psa další oslabení, kdy počet jejích členů ve Sněmovně reprezentantů poklesl na pouhých 14. V průběhu 113. zasedání Kongresu ale přibyli další členové. První z nich zástupce za stát Illinois Dan Lipinski, který posílil řady Koalice modrého psa v dubnu roku 2013. V lednu následujícího roku se přidali další čtyři členové Sněmovny reprezentantů zvolení za Demokratickou stranu a nynější počet členů této skupiny demokratů činí 19.

## Členové – 112. zasedání (2011–2013)
Pozn. v závorce je zkratka státu Unie a číslo volebního obvodu.
- Jason Altmire (PA-4)
- Joe Baca (CA-43)
- John Barrow (GA-12)
- Sanford Bishop (GA-2)
- Dan Boren (OK-2)
- Leonard Boswell (IA-3)
- Dennis Cardoza (CA-18)

- Ben Chandler (KY-6)
- Jim Cooper (TN-5)
- Jim Costa (CA-20)
- Henry Cuellar (TX-28)
- Joe Donnelly (IN-2)
- Gabrielle Giffordsová (AZ-8)
- Jane Harmanová (CA-36)
- Tim Holden (PA-17)
- Jim Matheson (UT-2)
- Mike McIntyre (NC-7)
- Mike Michaud (ME-2)
- Collin Peterson (MN-7)
- Mike Ross (AR-4)
- Loretta Sanchezová (CA-47)
- Adam Schiff (CA-29)
- Kurt Schrader (OR-5)
- David Scott (GA-13)

Politická mapa USA modře znázorňuje volební obvody členů Koalice modrého psa v období 2009 až 2011

- Heath Shuler (NC-11), Blue Dog Whip
- Mike Thompson (CA-1)